# Campionato internazionale sportprototipi
Il Campionato internazionale sportprototipi  è stato un campionato automobilistico per sportprototipi, organizzato dalla Federazione Internazionale dell'Automobile dal 1966 al 1971.

## Storia
I costruttori internazionali, Ferrari, Ford, Porsche, Lola, Chaparral, Alfa Romeo, Mirage e Matra quelli più vittoriosi, si sfidano in gare di durata di sei, dodici e anche ventiquattro ore, Brands Hatch, Sebring, Daytona e Le Mans, o sulla distanza di 1000 chilometri, Monza, Nürburgring, Spa e Brands Hatch per citarne alcune, oltre che su strada in occasione della Targa Florio. La rivalità tra i costruttori va anche oltre le sfide in pista come nel caso di Henry Ford II ed Enzo Ferrari, che danno vita a quella che dai cronisti dell'epoca viene definita la guerra Ferrari-Ford. I migliori piloti dell'epoca, tra cui Scarfiotti, Vaccarella, Surtees, Hill, McLaren, Bandini, Andretti, Rodríguez e Ickx si alternano tra endurance e formula 1, il pubblico riempie i circuiti e i mass media danno grande risalto e visibilità agli eventi.

### Le vetture prototipo senza limiti (1966-1967)
Nel 1966 e 1967 il Campionato internazionale costruttori, così denominato in questo biennio, viene organizzato e regolamentato dalla Federazione Internazionale dell'Automobile per le prototipo gruppo 6 che diventano la classe regina e quindi l'unica categoria che può competere per il titolo assoluto. Partecipano alle gare anche le vetture turismo, gran turismo e soprattutto i prototipi per i quali viene istituito il Campionato internazionale vetture sport che comprende tutte le prove del Campionato internazionale costruttori oltre a gare di minore prestigio.

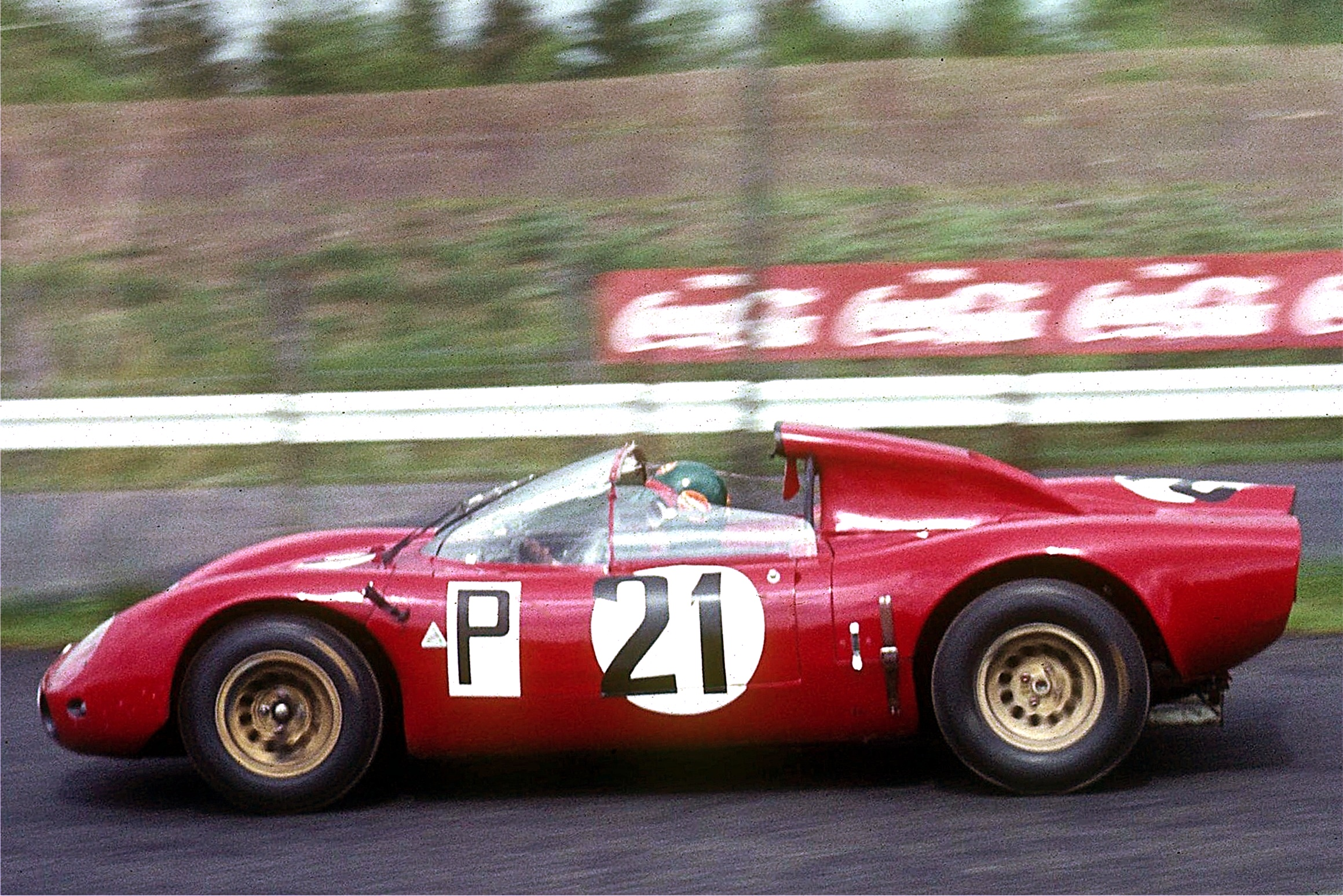
La Alfa Romeo T 33 Spyder, sportprototipo del gruppo 6 entro 2.0 litri, pilotata da Geki alla 1000 km del Nürburgring del 1967.

Le vetture prototipo del gruppo 6 sono prototipi di vetture appositamente costruiti per le competizioni, senza un numero minimo di esemplari realizzati e dotati di motori senza limiti massimi di cilindrata. Le macchine vengono suddivise in base alla cilindrata in due divisioni, entro e oltre i 2.0 litri equivalenti a 2000 centimetri cubi, per ognuna delle quali viene assegnato un titolo assoluto. Ogni singola stagione vengono quindi assegnati due titoli di uguale valore.
Il campionato per la divisione entro i 2.0 litri viene vinto dalla Porsche per due anni consecutivi. Nel 1966 la Porsche con la 906 batte la Ferrari che schiera la Dino 206 S, conquistando cinque vittorie di classe e una assoluta, oltre alla Targa Florio con una 906 omologata come sport gruppo 4, contro le tre della squadra italiana. Nella stagione successiva, il 1967, la Porsche non ha rivali tanto che con la 910 trionfa alla 1000 km del Nürburgring e con sette vittorie di classe su otto gare si aggiudica il secondo titolo. La Lotus grazie alla Type 47 è l'unico costruttore, oltre a Porsche e Ferrari, a vincere almeno una prova di categoria mentre Austin-Healey, Alpine-Renault, Triumph, Abarth, Alfa Romeo, Chevron, Lancia ottengono solo qualche punto iridato.

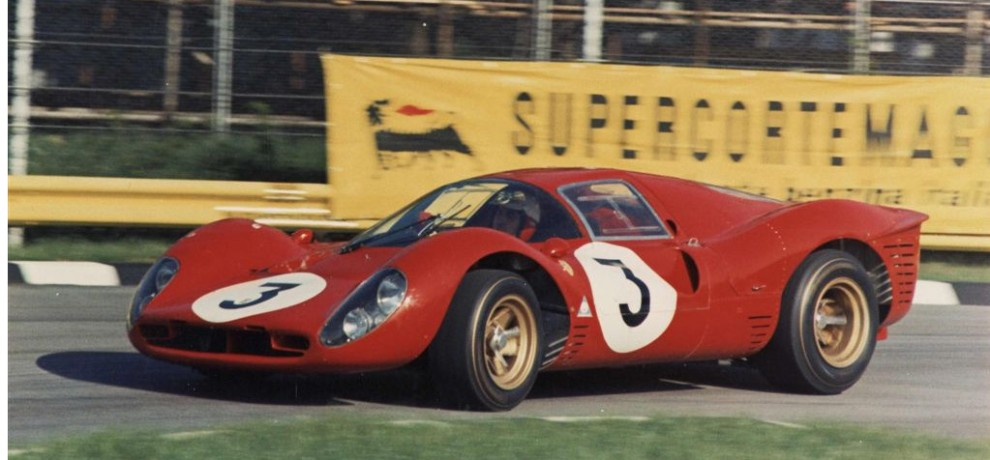
La Ferrari 330 P4 Coupé, sportprototipo del gruppo 6 oltre 2.0 litri, pilotata da Nino Vaccarella in occasione della 1000 km di Monza del 1967.

In questo biennio è in atto quella che i giornalisti ribattezzano la guerra Ferrari-Ford dove i due costruttori si affrontano per la supremazia nella massima divisione del campionato. La Ferrari schiera, per il 1966, la 330 P3 con cui vince a Monza e Spa ma non riesce a battere la Ford che trionfa con la GT40 nelle versioni Mk I e X-1 Roadster a Daytona, Sebring e Le Mans conquistando il suo primo titolo assoluto con due punti di vantaggio sulla rivale italiana. Al terzo ed ultimo posto in classifica si piazza la Chaparral, costruttore statunitense, che con la 2D si impone al Nürburgring. Nel 1967 si scontrano per il titolo la Ferrari, la Ford e la Porsche. La Ferrari trionfa a Daytona con la 330 P3 e a Monza con la 330 P4, la Porsche centra la vittoria assoluta alla Targa Florio e altre due di divisione grazie alla 910 dotata di motore con cilindrata aumentata, la Ford si impone a Sebring e Le Mans con la GT40 Mk IV. La Ferrari vince il suo undicesimo Campionato precedendo nell'ordine Porsche e Ford. La Mirage è prima a Spa con la M1 derivata dalla Ford GT40 Mk I, la Chaparral a Brands Hatch con la 2F, mentre la Lola e l'Alfa Romeo riescono a ottenere qualche punto.

### Le sport 5.0 litri contro i prototipi 3.0 litri (1968-1971)
Nel 1967, con l'intenzione di ridurre le velocità raggiunte a Le Mans e sugli altri circuiti veloci di quell'epoca dai prototipi di Gruppo 6 "oltre 2 litri" e allo scopo di coinvolgere nelle gare di durata le case costruttrici dei motori da 3 litri utilizzati in Formula Uno, la Commissione Sportiva Internazionale (C.S.I. - all'epoca il settore indipendente della FIA dedicato alle competizioni) annunciò l'istituzione di un nuovo Campionato Internazionale Marche. Tale competizione si sarebbe disputata nelle quattro stagioni sportive che andavano dal 1968 al 1971 e vi avrebbero gareggiato i prototipi di Gruppo 6 con cilindrata limitata a 3 litri.
Ben conscia che pochi costruttori fossero già pronti a misurarsi con tale sfida, la Commissione permise di competere per il titolo anche alle vetture Sport di Gruppo 4, purché prodotte almeno in 50 esemplari. Tale deroga era stata pensata per allargare la rosa dei concorrenti a vetture già esistenti, come la ormai vetusta Ford GT40 Mk.I e la più recente Lola T70 coupé.
La stagione 1968 vide il serrato confronto tra la squadra ufficiale Porsche e il team inglese J.W. Automotive Engineering Ltd., che gareggiava con le loro Ford GT40 Mk.I derivate dalla Mirage M1 e grazie ai finanziamenti della Gulf Oil, che terminò solo all'ultima gara, la memorabile 24 Ore di Le Mans 1968, disputatasi a settembre a causa del rinvio dovuto ai disordini del maggio francese. La Ferrari e la squadra ufficiale Ford boicottarono il mondiale contro le nuove regole, ma poi la casa italiana costruì un prototipo da 3.000 cc nell'inverno del 1968, denominato 312 P, col V12 di quest'ultima direttamente derivato dal 3 litri della 312, che gareggiava in Formula 1.
Intanto nell'aprile 1968 la CSI aveva annunciato che, visto lo scarso numero di iscrizioni ricevute per la categoria degli Sportprototipi di Gruppo 6 di 3 litri di cilindrata, a partire dalla stagione 1969 sarebbero bastati 25 esemplari prodotti, anziché 50, per competere nel Gruppo 4 del mondiale fino alla fine del ciclo regolamentare, fissato al 1971.

Tale mossa mirava a permettere l'omologazione nel Gruppo 4 di automobili come la Ferrari 250 LM e la Lola T70, che non erano ancora state prodotte nel numero richiesto di pezzi (sebbene venissero contati anche gli esemplari in versione aperta della Lola T70 per le gare Can-Am).
A partire dal luglio 1968 la Porsche sostenne un sorprendente sforzo tecnico ed economico per trarre vantaggio da tale modifica regolamentare, decidendo di concepire, progettare e realizzare 25 esemplari di una vettura completamente nuova per la categoria Sport che avesse un obiettivo sottinteso: ottenere la prima vittoria assoluta di una Porsche alla 24 Ore di Le Mans. In soli dieci mesi la Porsche 917 fu sviluppata a partire dalla Porsche 908 con tecnologie di punta e un esteso utilizzo di titanio, magnesio e leghe esotiche mutuate dalle esperienze della Casa con le leggerissime vetture per le cronoscalate. Dopo una prima infruttuosa ispezione da parte dei commissari della CSI, l'omologazione fu concessa solo il 20 aprile, quando Ferdinand Piëch mostrò loro 25 917 parcheggiate davanti alla sua fabbrica.
La stagione 1969 si volse a favore della squadra ufficiale Porsche, che vinse quasi tutte le gare con le diverse versioni della sua 908, rivelatasi più facile da portare al limite rispetto alla più prestazionale ma più acerba Porsche 917 (che vinse solo l'ultima gara all'Österreichring), ma che perse in volata la gara di Le Mans, andata alla stessa Ford GT40 vincitrice l'anno prima.
Per poter competere ad armi pari con la Porsche e rispondere colpo su colpo, nel giugno 1969 Enzo Ferrari cedette metà della sua azienda alla FIAT e con quel denaro costruì 25 vetture spinte da un motore V12 di 5 litri. Gli ci vollero nove mesi per produrre 25 512S, gran parte delle quali sarebbero state vendute a team privati per la stagione 1970. Questi erano la Scuderia Filipinetti, la N.A.R.T., l'Écurie Francorchamps, la Scuderia Picchio Rosso, il Gelo Racing Team e la Escuderia Montjuich; Porsche si appoggiava invece alle scuderie JWA Gulf e KG Salzburg (emanazione austriaca della casa, in seguito sostituita dalla Martini Racing) che godevano del supporto diretto della casa madre e a team privati come la AAW Shell Racing e il David Piper Racing.
La stagione 1970 segnò l'inizio dell'epopea della Porsche 917 "Gulf Racing" del team di John Wyer, che conquistò 6 gare su dieci, a cui si aggiunsero altre due vittorie dello stesso team con la superspecialistica Porsche 908/03 alla Targa Florio e alla 1000 km del Nürburgring, mentre la Scuderia Ferrari fece sua solo la 12 Ore di Sebring approfittando della iniziale inaffidabilità tedesca.
Nello stesso anno, mentre ancora infuriava in pista lo scontro agonistico tra la dominatrice Porsche 917 e la sfidante Ferrari 512S, la Commissione Sportiva Internazionale annunciò che per la stagione 1972 le vetture sport con cilindrata di 5 litri non avrebbero più potuto partecipare al Campionato Internazionale Marche, lasciando campo libero alle vetture "prototipo" con motore da 3 litri: le reazioni delle due case costruttrici furono diametralmente opposte e, mentre i tedeschi decisero di interrompere il loro impegno ufficiale alla fine della stagione 1971 (per poi impegnarsi maggiormente in nordamerica nel Campionato CanAm in cui già gareggiavano), gli italiani decisero di abbandonare per il 1971 lo sviluppo della "512" e di realizzare una nuova vettura "prototipo" con tecnologia e motore da Formula 1, partendo da componenti comuni con la loro nuova monoposto Ferrari 312 B che aveva appena debuttato in Formula 1, per ritrovarsi tra le mani una vettura già collaudata all'entrata in vigore del nuovo regolamento.
Il mondiale 1971 vide il ripetersi della Porsche, gestita da Wyer, che colse molte doppiette e fece suo il campionato. Oltre al team inglese ottennero successi il Martini Racing con le sue Porsche a Le Mans e al Nürburgring e l'Autodelta con le sue Alfa Romeo Tipo 33 a Brands Hatch, alla Targa Florio e a Watkins Glen. Quell'anno la Ferrari, con la debuttante 312 PB, ebbe una stagione interlocutoria, dove comunque la barchetta dimostrò un grande potenziale arrivando a competere con le ben più potenti Gruppo 5, preparando così i successi che sarebbero arrivati nella stagione successiva.

## Gare
- Gran Premio di Hockenheim: 1966 (1)
- Targa Florio: 1966-1971 (6)
- 1000 km di Buenos Aires: 1971 (1)
- 1000 km di Monza: 1966-1971 (6)
- 1000 km del Nürburgring: 1966-1971 (6)
- 1000 km di Spa: 1966-1971 (6)
- 1000 km di Zeltweg: 1968-1971 (4)
- 12 Ore di Sebring: 1966-1971 (6)
- 24 Ore di Daytona: 1966-1971 (6)
- 24 Ore di Le Mans: 1966-1971 (6)
- 6 Ore di Brands Hatch: 1967-1971 (5)
- 6 Ore di Watkins Glen: 1968-1971 (4)

## Albo d'oro
| Anno | Nome                                                  | Vincitore | Resoconto |
| ---- | ----------------------------------------------------- | --------- | --------- |
| 1966 | Campionato internazionale costruttori entro 2.0 litri | Porsche   | Resoconto |
| 1966 | Campionato internazionale costruttori oltre 2.0 litri | Ford      | Resoconto |
| 1967 | Campionato internazionale costruttori entro 2.0 litri | Porsche   | Resoconto |
| 1967 | Campionato internazionale costruttori oltre 2.0 litri | Ferrari   | Resoconto |
| 1968 | Campionato internazionale marche                      | Ford      | Resoconto |
| 1969 | Campionato internazionale marche                      | Porsche   | Resoconto |
| 1970 | Campionato internazionale marche                      | Porsche   | Resoconto |
| 1971 | Campionato internazionale marche                      | Porsche   | Resoconto |

## Statistiche e record
La Porsche è il costruttore vincitore del maggior numero di titoli, 5 su 8 complessivamente assegnati; allo stesso costruttore appartiene anche il record di vittorie nelle singole prove, 33 su 57 disputate. Il pilota ad avere ottenuto il maggiore numero di vittorie e Jo Siffert che con 11 successi precede Brian Redman e Pedro Rodríguez, vincitori di 9 gare.